# Huize Lovendael (Venlo)
Huize Lovendael is een landhuis in de Nederlandse gemeente Venlo. Het is gelegen aan de weg naar Straelen. Op landgoed Lovendael bevindt zich een omgracht rechthoekig herenhuis met schilddak en torentje. Het goed Lovendael dateert uit 1486. Huize Lovendael ligt ten noordoosten van Venlo. Het is met het iets zuidelijker gelegen Arenborg en Stalberg een van de vroege buitenhuizen van het Venlose patriciaat die bewaard zijn gebleven.
Het huidige landhuis dateert volgens de inschrijving in het register van rijksmonumenten mogelijk uit de achttiende eeuw. Het bestaat uit twee bouwlagen onder een schilddak. Met een breedte van vijf traveeën is het pand symmetrisch ingedeeld, met op de begane grond de ingangspartij. Het huis is geheel gepleisterd. De pleistering is van jongere datum dan het huis, net als het open torentje met klok op het dak.

## Bewonersgeschiedenis
Deze lijst is verre van volledig, maar in de archieven zijn de volgende bewoners aangetroffen:
- 1486 Van Myrlaer?
- 1530 Jan van Lovendael
- 1581 Lovendael
- 1646 - Matthias Hinssen
- - 1689 Joannes Hinssen x Anna Pullen
- - 1708 Petrus Hinssen x Joanna Ververs
- 1708 - 1745 Matthias Hinssen
- 1745 - 1760 Matthias Bucken x Barbara Aldegondis Duijcker
- 1760 - Anna Barbara Bucken x Theodorus Joannes Richardt
- - Jeannette Hubertine Richardt x Jean Baptise Aimé Collaes
- 1846 - Weduwe Richardt
- 1873 - Clementine Richardt
- 1896 - F. Jacobs
- 1899 - Th. Jacobs
- - 1911 Hippolyte Collaes
- 1911 - L. Hoffmann